# Oliver Steffen

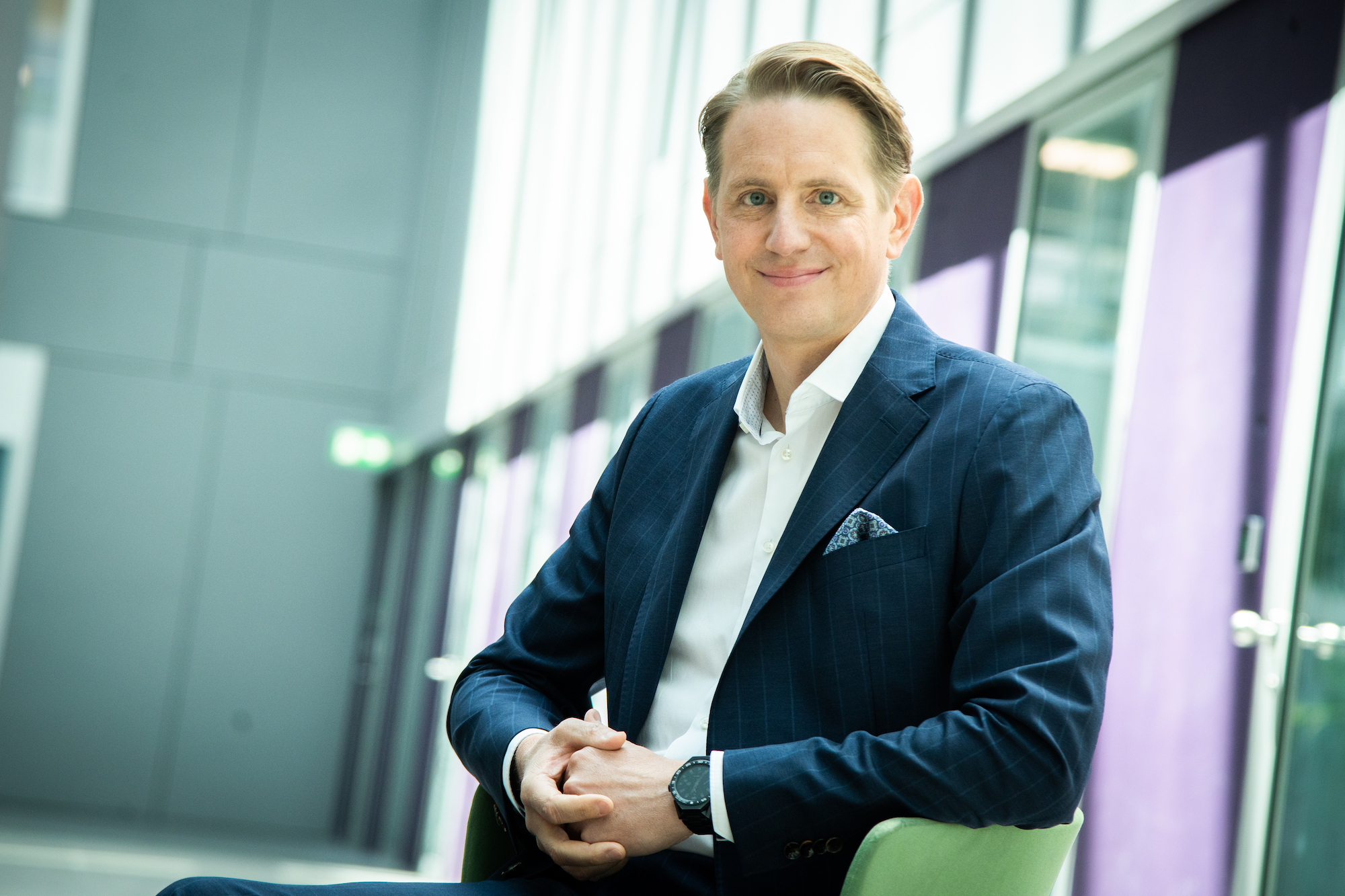
Oliver Steffen (2020)

Oliver Steffen (* 18. Juni 1974 in Zürich) ist ein Schweizer Journalist und Fernsehmoderator. Als Chefredaktor Regionale Elektronische Medien ist er Mitglied der Bereichsleitung Entertainment bei CH Media.

## Leben
Nach der Matur absolvierte Steffen von 1993 bis 1994 ein Volontariat beim Winterthurer Sender Radio Eulach. Anschliessend studierte er bis ins Jahr 2000 Wirtschaftswissenschaften und Publizistik an der Universität Zürich. Während des Studiums war er weiter als Redaktor und Moderator beim Sender tätig.
Im Jahr 2000 wurde er zunächst zum stellvertretenden und ein Jahr später zum Chefredaktor von Radio Top und dem Newsportal Top online ernannt.
2006 wechselte er als Videojournalist zu TeleZüri und bekleidete im Laufe der Jahre verschiedene journalistische Funktionen. 2014 übernahm er neben seiner journalistischen Tätigkeit die Verantwortung für TeleBärn und Tele M1 als Leiter Operationelles.
Ab 2020 verantwortete er als Chefredaktor TV Regional bei CH Media die Sender TeleZüri, Tele M1, TeleBärn, Tele 1 und TVO. Die Sender erreichen täglich knapp eine Million Menschen. Er moderiert neben diversen Sondersendungen zweimal wöchentlich TalkTäglich und sonntags die Polit-Sendung SonnTalk.
Seit September 2022 trägt er die publizistische Verantwortung für sämtliche regionale elektronische Medien von TV Regional, den Today-Portalen und den Radiosendern von CH Media als Chefredaktor Regionale Elektronische Medien.
Oliver Steffen ist verheiratet und hat zwei Kinder.

## Projekte
2015 gründete er die VideoUnit als zentrale Produktionseinheit, die mittlerweile für alle Vektoren von CH Media News-Videos und Video-Formate produziert.
Bei den TV-Sendern baute er ab 2019 das Programm konsequent um mit neuen Sendungen wie Money - Vergleichen und Sparen im Alltag, +41 - Das Schweizer Reportagemagazin, Schweiz Vereint oder dem CEO-Talk.